# Vierstacheliger Blattfisch
Der Vierstachelige Blattfisch (Afronandus sheljuzhkoi) ist einer von zwei bekannten Vertretern der Vielstachler (Polycentridae) in Afrika. Er kommt im Süden der Elfenbeinküste zwischen Abidjan und Agboville vor. Der Fisch wurde von Hermann Meinken, dem ehemaligen Leiter der Fischbestimmungsstelle des Verbandes Deutscher Vereine für Aquarien- und Terrarienkunde nach vier von Leo Sheljuzhko gefangenen Typusexemplaren als Nandopsis sheljuzhkoi beschrieben und nach seinem Fänger benannt. Später wurde der Gattungsname zu Afronandus geändert, da Nandopsis schon eine Untergattung der Buntbarschgattung Cichlasoma war.

## Merkmale
Der Vierstachelige Blattfisch erreicht eine Länge von 4,8 cm. Das Erscheinungsbild entspricht dem eines typischen Vielstachlers mit einem großen Kopf und einem großen, steil aufgerichteten Maul mit einer tief eingeschnittenen, sehr dehnbaren Maulspalte. Der Fisch ist seitlich abgeflacht, aber sehr viel langgestreckter als andere Vielstachler und ohne Seitenlinie. Die Augen liegen im vorderen Kopfteil und sind groß. Seine Farbe ist hell- bis dunkelbraun marmoriert, dunkler am Kopf und Nacken und entlang der Rückenflosse, heller am Bauch. Ein Teil der Tiere, wahrscheinlich die Männchen, weisen an den Seiten metallisch bläulich glänzende Schuppen auf. Die Flossen sind schwarzbraun, die Bauch- und die Schwanzflosse ist etwas heller. Die Maulränder sind schwärzlich. Die Afterflosse ist relativ kurz und hat dort nur vier Stachelstrahlen, worauf im englischen (Fourspine leaffish) und deutschen Trivialnamen hingewiesen wird.
- Flossenformel: Dorsale XV–XVI/9–10, Anale IV/6–7, Ventrale I/5.
- Schuppenformel: mLR 31, QR 30.

Die Schuppen sind Ctenoidschuppen und in etwa gleich groß.

## Ökologie
Die Kenntnisse über diesen tropischen Süßwasserfisch, seine Herkunft und Lebensweise sind spärlich. Er kommt in fließenden Süßgewässern vor und meidet anscheinend stehendes Wasser.